# Combat naval à Cherbourg
Ne pas confondre avec Bataille de Cherbourg (1944).
Guerre de Sécession
Batailles
Théâtre oriental
- Virginie-occidentale
- Manassas
  - 1re Bull Run
- 1re Virginie Septentrionale
- Burnside Expedition
- Péninsule
- Sept Jours
  - Gaines's Mill
  - Malvern Hill
- 1re Shenandoah valley
- 2de Virginie Septentrionale
  - 2de Bull Run
- Maryland
  - Antietam
- Fredericksburg
- Tidewater
- Chancellorsville
  - Chancellorsville
- Pennsylvanie
  - Gettysburg
- Bristoe
- Mine Run
- Campagne terrestre
  - Wilderness
  - Spotsylvania
  - Cold Harbor
- Bermuda Hundred
- 2de Shenandoah valley
  - Opequon
  - Cedar Creek
- Petersburg
- 1re Wilmington
- 2de Wilmington
- Appomattox
  - 3e Petersburg
  - Sayler's Creek
  - Appomattox C.H.

Théâtre occidental
- East Kentucky
- Shiloh
  - Fort Henry
  - Fort Donelson
  - Shiloh
- Kentucky
- Raid de Newburgh
  - Perryville
- Stones River
  - Murfreesboro
- Vicksburg
  - Champion Hill
  - Vicksburg
- Raid de Morgan
- Raid de Hines
- Tullahoma
- Chickamauga
- Chattanooga
- Knoxville
- Raid Forrest
- Atlanta
- Franklin-Nashville
- Savannah
- Carolines
  - Bentonville
- Raid de Wilson

Théâtre Trans-Mississippi
- Arizona confédéré
  - 1re Messilla
- Missouri
  - Wilson's Creek
- Territoire indien
- Trail of Blood on Ice
- Nouveau-Mexique
- Boston Mountains
- Pea Ridge
- 1re Texas
- Little Rock
- 2de Texas
- Camden
- Red River
- Raid de Price
- Palmito Ranch

Théâtre du bas littoral et approche du golfe
- Fort Sumter
- Blocus de l'Union
- 1re Bayou Teche
- Mississippi valley
  - Port Hudson
- Charleston
- 2de Bayou Teche
- Mobile Bay
- Mobile

Le combat naval à Cherbourg, connu aux États-Unis sous le nom de Battle of Cherbourg, quelquefois Battle off Cherbourg ou Sinking of CSS Alabama est un combat naval qui opposa, le 19 juin 1864, lors de la guerre de Sécession américaine, un navire de la marine confédérée, le CSS Alabama à un navire de la marine de l'Union, l'USS Kearsarge au large du port français de Cherbourg dans la Manche et se conclut par le naufrage du navire sudiste.

## Contexte
La corvette sudiste CSS Alabama avait été construite à Liverpool par le chantier Laird en 1862 pour la marine confédérée. Longue de 66 mètres sur 9,60 mètres, dotée de deux machines à vapeur de trois cents chevaux, gréée en trois-mâts barque, elle comportait huit canons. Sillonnant pendant près de deux ans l'Atlantique et l'océan Indien, ce bâtiment corsaire, dont les officiers étaient des marins confédérés mais l'équipage majoritairement anglais, arraisonna 447 navires marchands et en brûla cinquante-deux. Il avait une seule fois affronté un navire de l'US Navy, la canonnière USS Hatteras (en), qu'il avait coulé devant les côtes du Texas.
Le 11 juin 1864, l’Alabama se présenta devant le port de Cherbourg pour y effectuer des réparations nécessitant une mise en cale sèche. Son commandant, le capitaine Raphael Semmes, demanda donc à entrer dans l'arsenal. Le consul des États-Unis, Édouard Liais, avertit aussitôt le ministre des États-Unis en France ; ce dernier alerta par télégraphe l’USS Kearsarge, qui se trouvait dans le port de Flessingue, aux Pays-Bas. L’Alabama attendait toujours l'autorisation d'entrer dans l'arsenal quand, le 14 juin 1864 vers midi, le Kearsarge arriva devant la grande digue protégeant la rade de Cherbourg. Aussitôt, le commandant Semmes décida de l'affronter. Il fit donc transmettre un cartel au commandant fédéral John Ancrum Winslow et informa le préfet maritime qu'il ne souhaitait plus réparer, mais demanda à remplir ses soutes de charbon. Après avoir tenté d'éviter un futur combat, le préfet maritime dut se contenter d'éviter que ce dernier eût lieu à l'intérieur des eaux territoriales françaises.

## Combat naval

### Préparatifs
Le commandant Semmes fit savoir au préfet maritime, le samedi 18 juin 1864, qu'il sortirait affronter le Kearsarge le lendemain matin. La nouvelle se répandit à Cherbourg, mais aucun journal local ou national n'annonça le futur combat. Certes, des journalistes parisiens étaient bien présents, mais ils étaient venus pour l'inauguration du casino-bains de mer de Cherbourg, dont de nombreux clients devaient arriver le dimanche en début de journée par le train de plaisir Paris-Caen.
Le dimanche matin, 19 juin 1864, à 9 h 45, l’Alabama quitta le port, suivi par la frégate cuirassée La Couronne, chargée de garantir sa sortie des eaux territoriales françaises. Quinze mille badauds étaient attroupés sur les hauteurs, les quais ou la grande digue pour assister au duel annoncé. Quelques-uns avaient loué de petites barques de pêcheurs pour assister au combat.

### Affrontement
Le Kearsarge se trouvait à ce moment au nord-est du port. Son commandant venait de célébrer l'office quand l'alerte fut donnée. Il ordonna de faire route au nord-est, comme s'il fuyait, car il avait décidé de se glisser entre son adversaire et la côte pour l'empêcher de pouvoir se réfugier dans la rade. Pour la même raison, il avait fait placer ses canons côté tribord. Lorsqu'il jugea la distance à la côte suffisante, il fit virer de bord. Les deux adversaires faisaient alors route l'un sur l'autre. L’Alabama ouvrit le feu à une distance d'un mille environ ; son commandant avait décidé de combattre à tribord. Semmes et Winslow essayant chacun d'infliger à l'adversaire un coup en enfilade, les deux bâtiments commencèrent alors à décrire une première boucle, bientôt suivie par six autres. Le jusant les entraîna vers l'ouest à la vitesse de trois nœuds.

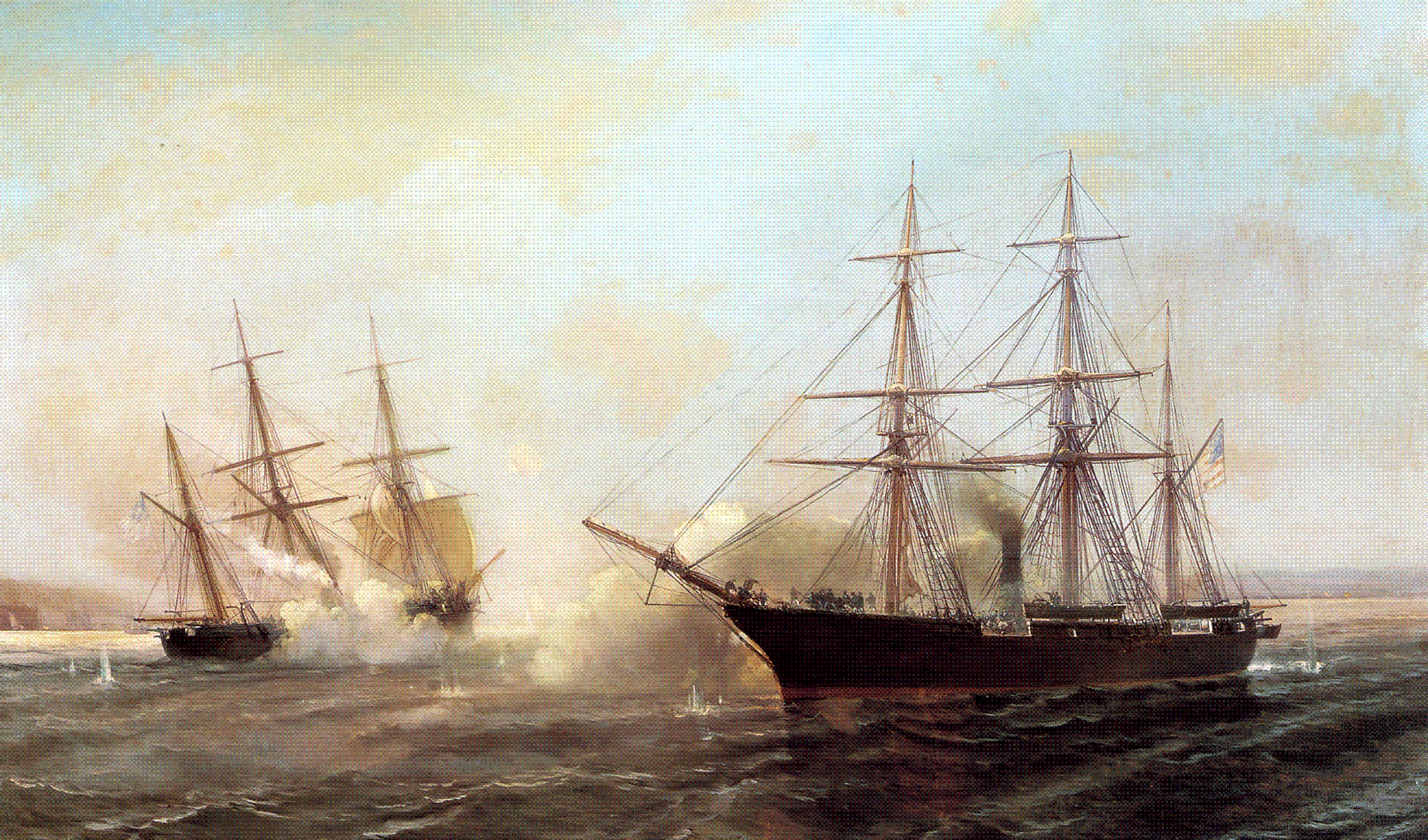
Jean-Baptiste Henri Durand-Brager, La bataille entre l'USS Kearsarge et le CSS Alabama, 1864, (Union League Club of New York).

La canonnade dura un peu plus d'une heure et tourna à l'avantage du Kearsarge qui disposait d'une pièce en moins mais pouvait compter sur ses deux canons Dahlgren de 11 pouces (28 cm environ). De plus, son commandant avait pris la précaution, dès avril 1863, de faire entrecroiser des chaînes d'ancre le long de la coque de son bâtiment, à la hauteur des machines. Ce dispositif, masqué par une paroi de bois, ne s'est pas vraiment révélé décisif. À l'inverse, les tirs de l’Alabama, deux fois plus nombreux, furent bien plus imprécis que ceux de son adversaire. D'après le rapport de son commandant, les canonniers nordistes ont fait feu 173 fois, usant essentiellement d'obus et visant bas.
Atteint par plusieurs coups au niveau de sa ligne de flottaison, l’Alabama prit de la gîte, puis commença à s'enfoncer par l'arrière. Le commandant Semmes fit alors larguer quelques voiles à l'avant pour tenter de regagner le port, mais ses machines furent rapidement noyées. Redoutant de recevoir un coup à mitraille en enfilade qui aurait pu causer un vrai massacre, il se résolut à amener ses couleurs puis quitta son navire parmi les derniers. Le bâtiment corsaire se redressa brutalement puis sombra.

### Sauvetage
Commença alors le sauvetage. Le Kearsarge sortit des eaux soixante-six marins, et un bateau-pilote cherbourgeois en recueillit neuf ; il s'agissait pour une bonne part de mercenaires enrôlés à Liverpool ou lors d'escales. Néanmoins, c'est un yacht anglais, le Deerhound, qui récupéra la plupart des officiers dont le commandant Semmes et son second, Kell, puis les conduisit à Southampton. Cela leur permit de regagner les territoires du Sud des États-Unis et de participer à d'autres opérations.
Le combat a fait trente victimes. L’Alabama a perdu vingt-neuf hommes. Certains ont été tués lors du combat, d'autres se sont noyés et quelques-uns sont morts de leurs blessures. À bord du Kearsarge, on a dénombré trois blessés, soignés à l'hôpital de la Marine dans la même salle que leurs adversaires. C'est là que William Gowin, le seul mort nordiste, a expiré. Cela explique que trois morts de la guerre de Sécession reposent dans le vieux cimetière de Cherbourg-Octeville.

## Épave
En novembre 1984, le chasseur de mines Circé de la Marine nationale découvrit une épave par environ soixante mètres de fond au large de Cherbourg. Le navire se situait à un peu moins de 10 km au nord de l'entrée ouest de la grande rade. Le capitaine de vaisseau Max Guerout confirma plus tard qu'il s'agissait bien des restes de l’Alabama.
En 1988, une organisation à but non lucratif, l'association CSS Alabama, fut créée pour mener une exploration scientifique de l'épave. Bien que l'épave se trouvât dans les eaux territoriales françaises, le gouvernement américain en revendiqua la propriété pour deux raisons : d'une part, l’Alabama s'était rendu à son adversaire en amenant son pavillon, d'autre part, il l'avait fait dans une zone qui à l'époque était en dehors des eaux territoriales. Le 3 octobre 1989, les États-Unis et la France signèrent un accord reconnaissant l'épave comme un important héritage pour les deux nations et établirent un comité scientifique franco-américain pour son exploration archéologique[réf. souhaitée].

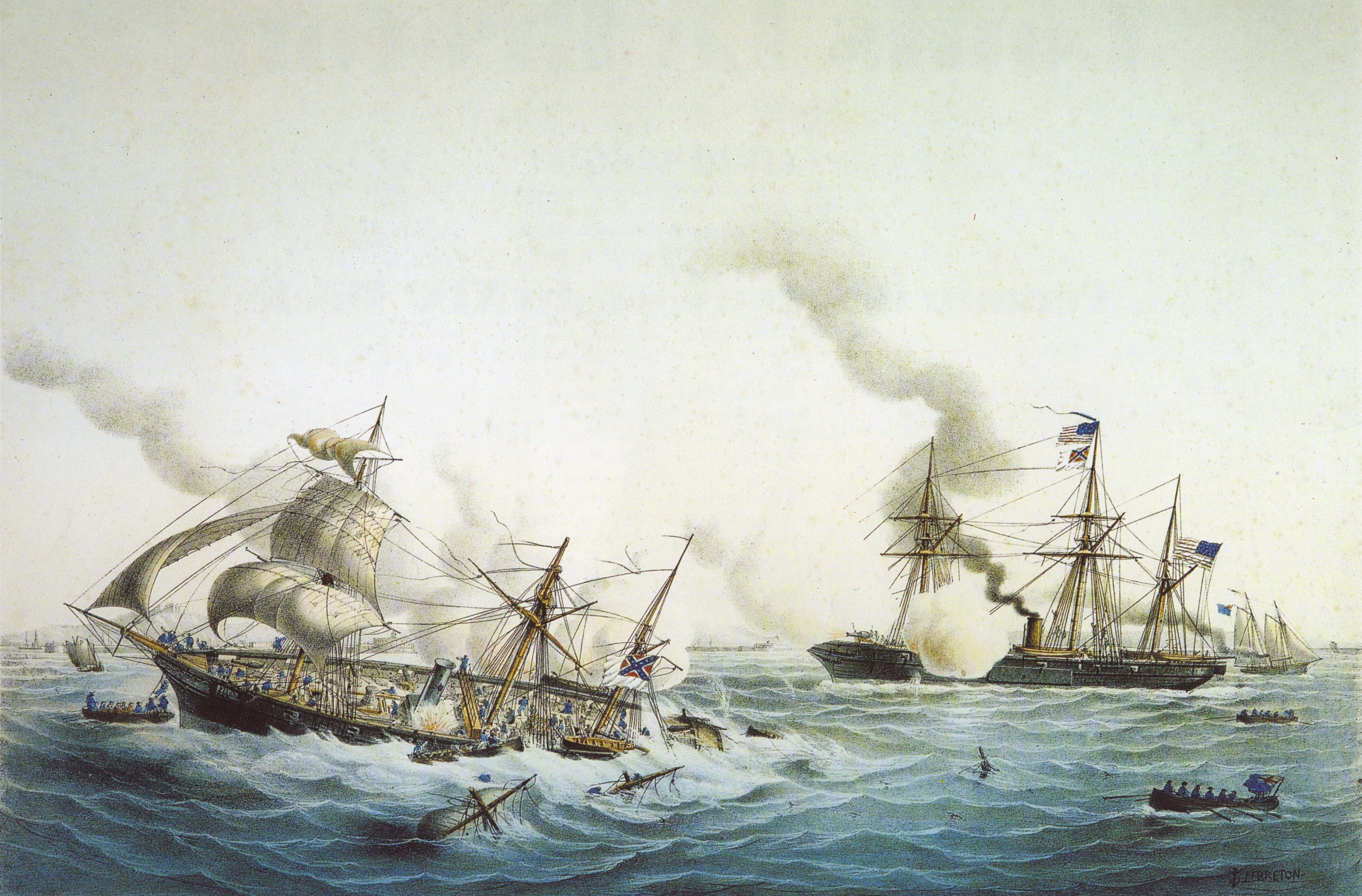
Le Combat du Kearsarge et de l'Alabama par Louis Le Breton.

L'association CSS Alabama et le Naval History & Heritage Command signèrent le 23 mars 1995 un accord officiel accréditant l'association comme opérateur pour les fouilles archéologiques du navire. En 2002, la cloche du navire ainsi que 300 autres objets dont des canons, des morceaux de la structure, de la vaisselle, des commodes d'ornement et d'autres objets révélant la vie à bord furent remontés. En 2004, des restes humains (fragments de mâchoire) furent trouvés sous un canon. Ils ont été ensevelis au cimetière de Mobile (Alabama). Depuis 2004, les recherches sont interrompues. Le canon remonté de l'épave du CSS Alabama est exposé dans la nef d'accueil de La Cité de la Mer à Cherbourg-en-Cotentin.

## Représentations
- Le combat naval a été représenté par :
  - Édouard Manet dans un tableau, Le Combat du Kearsarge et de l'Alabama (1864), (Philadelphia Museum of Art) ;
  - Jean-Baptiste Henri Durand-Brager, La Bataille entre l'USS Kearsarge et le CSS Alabama (1864), (Union League Club of New York) ;
  - Louis Le Breton, peintre de la marine, dans un tableau au titre identique à celui de Manet.
- Un album de la bande dessinée des Tuniques bleues (Duel dans la Manche, no 37) traite de cet épisode historique.

### Articles
- Farid Ameur, « La guerre de Sécession au large de Cherbourg : La France impériale et l’affaire du css Alabama (juin 1864) », Relations internationales, PUF, vol. 2, no 150,‎ 2012 (ISBN 978-2130593713, lire en ligne, consulté le 28 septembre 2015)
- Ulane Bonnel, « Le CSS Alabama et Cherbourg », Patrimoine normand, no 11,‎ 29 septembre 1996 (lire en ligne, consulté le 28 septembre 2015)
- Patrice Enault, « Duel devant Cherbourg », Chasse Marée, no 36,‎ juillet 1988
- Marie-Béatrice Baudet, « Le jour où la guerre de Sécession s’invita au large de Cherbourg », Le Monde,‎ 22 août 2022 (lire en ligne, consulté le 22 août 2022).

### Ouvrages
- Jacky Desquesnes, Duel au Large : la guerre de Sécession devant Cherbourg (19 juin 1864), Condé-sur-Noireau, éditions Charles Corlet, mai 2014, 248 p. (ISBN 978-2-84706-566-4, lire en ligne).
- Raphael Semmes, Le Requin de la Confédération : l'épopée d'un corsaire sudiste, Bellicum, 15 octobre 2011, 320 p. (ISBN 978-2-919356-01-0 et 2919356011).

### Émission
- Invitation au voyage, épisode À Cherbourg, touché-coulé diffusé le 26/05/2022 [voir en ligne].